# ريان كيريغان
ريان كيريغان (بالإنجليزية: Ryan Kerrigan)‏ هو لاعب كرة قدم أمريكية أمريكي، ولد في 16 أغسطس 1988 في مونسي في الولايات المتحدة.

## وصلات خارجية
- ريان كيريغان على موقع إي إس بي إن.كوم (أن.أف.أل)3
- ريان كيريغان على موقع مرجع كرة القدم المحترفة.كوم (الإنجليزية)
- ريان كيريغان على موقع كلية كرة القدم في سبورتس رفرنس.كوم (الإنجليزية)
- ريان كيريغان على موقع IMDb (الإنجليزية)